# Gretchen am Spinnrade
Gretchen am Spinnrade (Gretchen vid spinnrocken) tillhör ett urval texter från Goethes Faust tonsatta 1814 av Franz Schubert, D 118. Verket kom att bli hans första framgångsrika lied. Det är ett utmanande stycke, både för pianist och sångare. Schuberts tonsättning är för sopran, men en transponering för mezzosopran finns också.

## Analys
Sången är komponerad i rondoform – ABACADA.
Gretchen sjunger vid sin spinnrock och tänker på Faust och allt det han lovar. Ackompanjemanget illustrerar spinnrocken genom konstant rullande sextondelsnoter i högra handen medan foten på spinnrocken som går upp och ner illustreras i vänsterhanden och varierar tempot efter texten för att visa Gretchens upphetsning eller distraktion. Vid styckets kulmen upphör ackompanjemanget i pianot då Gretchen synes frånvarande vid tanken på Fausts kyss och tveksamt startar igen då Gretchen kommer på att hon glömt att fortsätta spinnandet. Schubert använder pianot kongenialt för att illustrera spinnrockens repetitiva rytm och kanske för att spegla frestelsens hypnotiska effekt, djävulen och/eller kärleken. Ihärdigheten i Gretchens passion förstärks inte bara genom spinnandet utan också genom att den första strofen upprepas genom hela sången och den genom att den sista strofen upprepas tre gånger på slutet.
Den tyska texten börjar:
Meine Ruh ist hin
Mein Herz ist schwer
Ich finde, ich finde sie nimmer
und nimmermehr
Fritt översatt:
Min ro är borta
mitt hjärta är tungt
jag finner den aldrig
aldrig mer

## Berömda inspelningar
- Elly Ameling och Jörg Demus
- Elly Ameling och Dalton Baldwin
- Barbara Bonney och Geoffrey Parsons
- Janet Baker och Gerald Moore
- Nina Hagen, Street CD, 1991, med titeln 'Gretchen'
- Anne Sofie von Otter, Schubert Lieder with Orchestra CD, ackompanjerad av Chamber Orchestra of Europe under ledning av Claudio Abbado. Andra kända inspelningar finns med Christa Ludwig, Gundula Janowitz, Jessye Norman, Irmgard Seefried, Elisabeth Schumann, och Elisabeth Schwarzkopf.